# Talaia Moreia
La Talaia Moreia és una muntanya de 432 m d'altitud de la Serra de Llevant, situada dins el terme municipal d'Artà. És el cim més septentrional de tota la serralada, atès que mor als penyals que conformen el Cap de Ferrutx, un dels dos extrems de la badia d'Alcúdia.
Dalt del puig se situa una torre de guaita integrada dins el sistema de vigilància i defensa de la costa de Mallorca, i que també rep el nom de Talaia Moreia.

## Etimologia
En contra del que podria semblar, la Talaia Moreia no deu el nom a la torre situada al cim, ans fa referència, simplement, al fet que era un puig que s'utilitzava com a punt de vigilància ja abans que s'hi construís la torre. En són altres exemples la Talaia Freda, ben a prop de la Talaia Moreia, la Talaia d'Alcúdia i la Talaia Vella de Valldemossa.
Pel que fa al segon element, Moreia fa referència a la possessió de Son Morei i a la família dels seus propietaris, els Morei, en un fenomen molt comú de feminització toponímica. Antigament també havia rebut el nom de Puig de Son Morei. Pel que fa a l'etimologia d'aquest llinatge, habitualment escrit Morey, Alcover considera que prové de l'antropònim Maurĭtĭus, però Coromines s'hi oposa i pensa més aviat en un gentilici antic de la vila de Mure, al Bages, provinent de * murĭcĭnus, derivat del llatí murus 'mur'. Cal remarcar que no té res a veure amb el nom de la possessió de Morell (pronunciat [mo'ɾeʎ], i no [mo'ɾəj]), i la relativa proximitat entre Morell i Son Morei és totalment casual.

## Descripció
Al cim de la Talaia Moreia hi ha una petita superfície planera, el Pla de la Torre, que al nord cau a plom cap a la Font dels Torrers i connecta amb el Saragall del Niu de l'Àguila i la zona de l'Esquena del Mul, ja damunt la punta del Cap de Ferrutx i el Puig de l'Àguila. Cap al sud-oest, els vessants de la Talaia Moreia van baixant cap a les Mosqueres, el Torrentó dels Russillers i arriben al Pla del Caló. Al sud, passada la Font dels Tonedors, la carena de la muntanya connecta amb la pista del Puig de la Tudossa, procedent de l'Alqueria Vella.

### La torre de vigilància
La torre de guaita situada en el cim de la Talaia Moreia va ser bastida el 1580. És de forma troncocònica amb una cambra principal de volta, a la qual s'accedeix per un portal adovellat i protegit per un matacà sostengut per dues mènsules. L'obra és feta amb un paredat en verd, llevat de la llinda i els brancals d'entrada, que són fets de marès. Apareix els mapes d'Antoni Mut (1783) i del cardenal Despuig (1784).

## Galeria

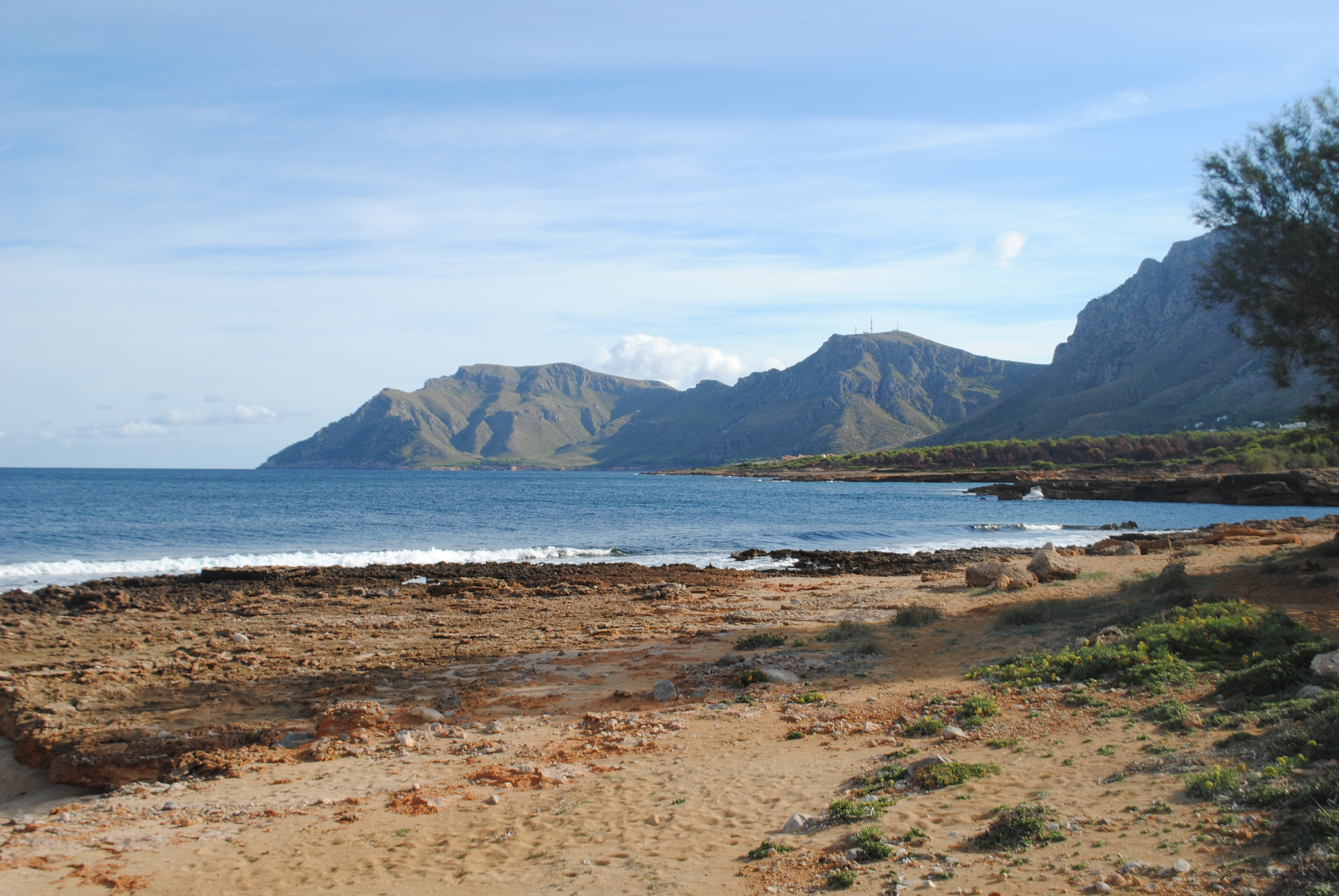
La Talaia Moreia i sa Tudossa vists de la Banyera dels Ermitans, prop de la Colònia de Sant Pere
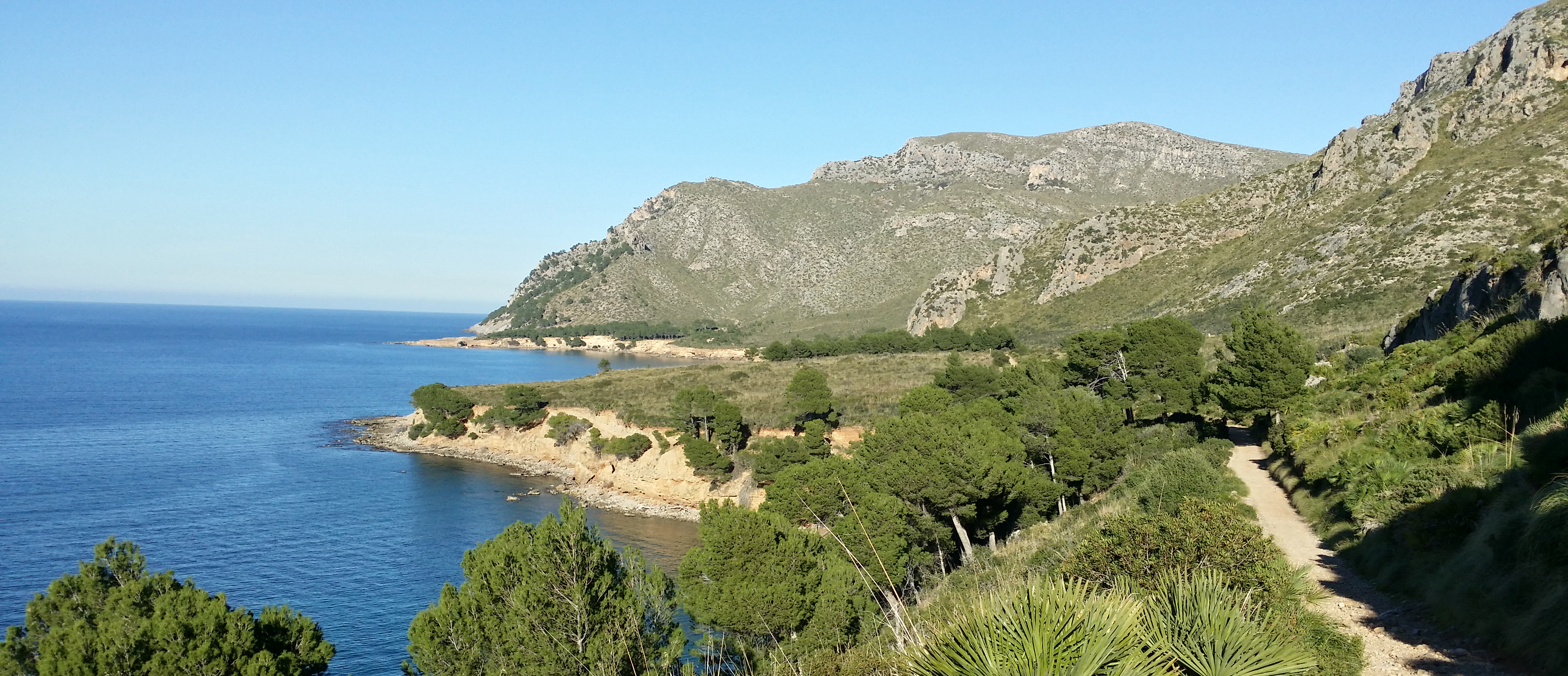
La Talaia Moreia vista de la zona de Betlem, prop de la Colònia de Sant Pere
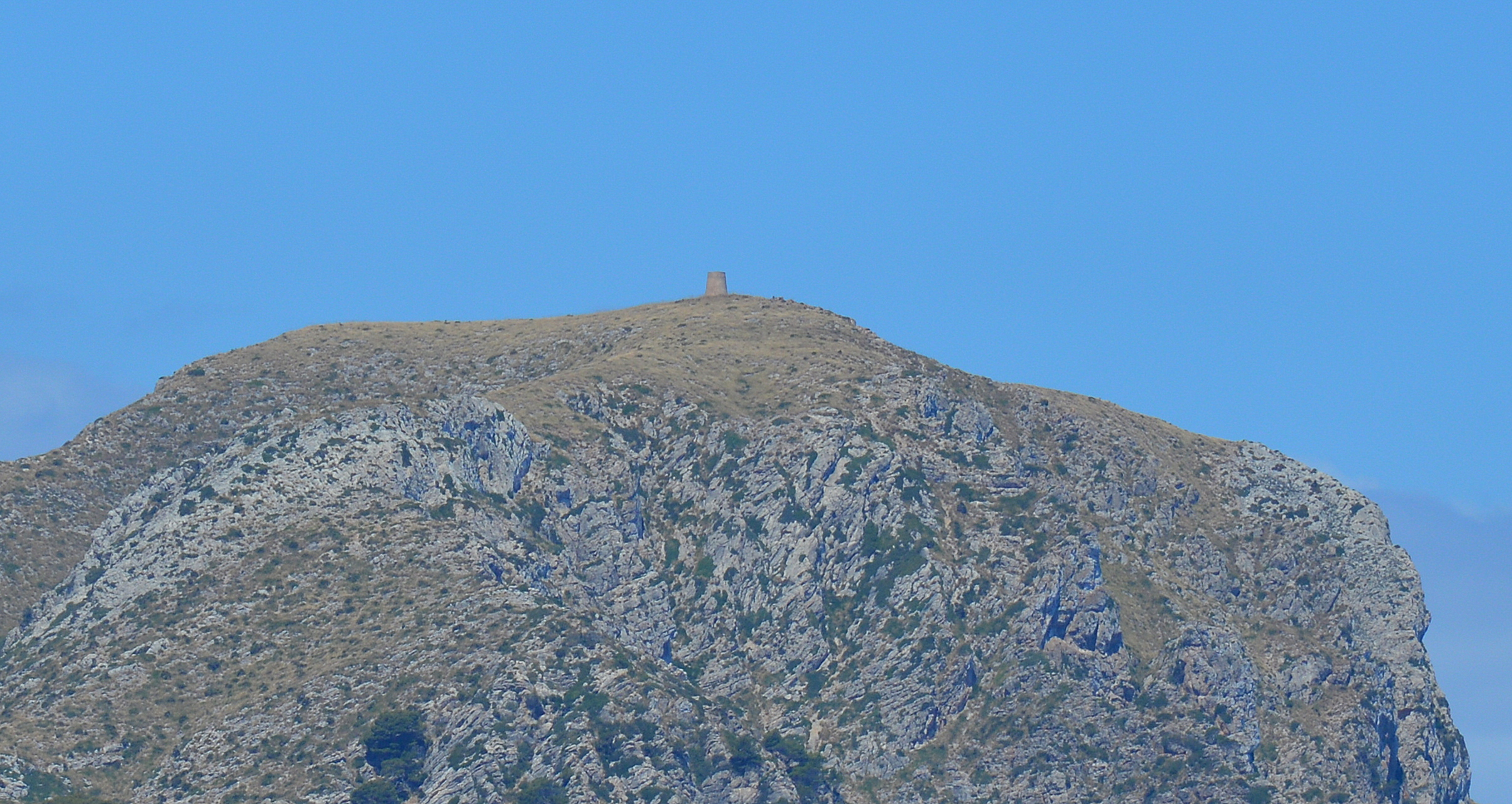
La Talaia Moreia, amb la torre al cim
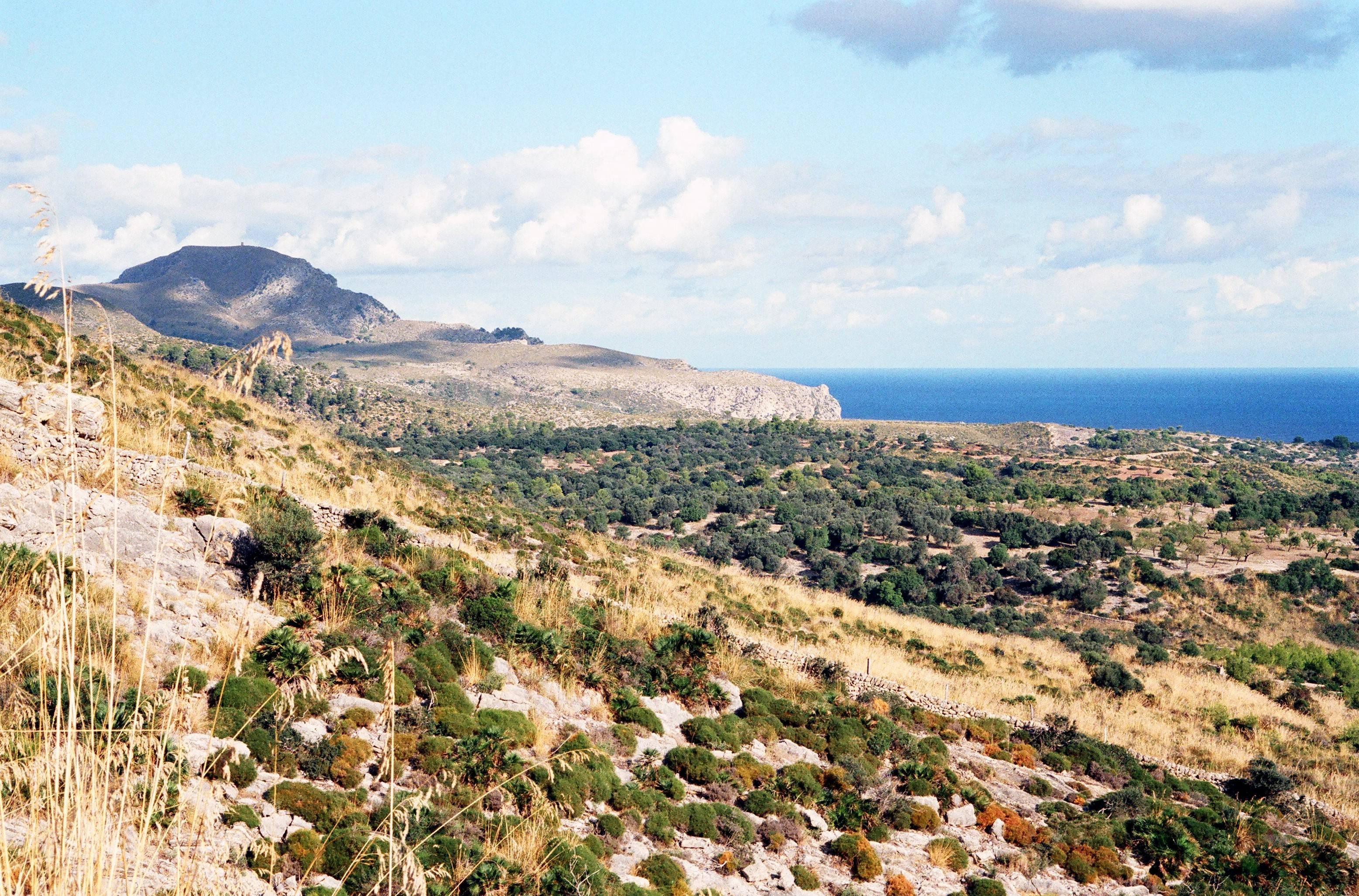
La Talaia Moreia vista de la zona d'Albarca